# 海之森公園
海之森公園（日语：海の森公園）是一座位於日本東京都中央防波堤内側埋立地的公園。目前正在施工中，預計2016年開放部分園區。
此處將興建體育場館，提供2020年夏季奧林匹克運動會馬術、輕艇、划船、自行車比賽使用。

## 概要
1973年至1987年期間，此處使用了約1,230公噸的垃圾形成新生填海地，也是東京都區部面積最廣大的公園。此區早在1996年的全國植樹祭即開始種植樹木。2005年2月24日，於第74回東京都港灣審議會上進行報告時，提出利用此處的構想。2007年起，啟動植樹計畫，目標種植面積約88公頃，相關單位預計完成需要30年以上的時間。2016年，預定開放部分園區。
目前期望植木計畫能以再生循環作為首要綱領，東京都內剪裁下的枝葉可運送至此堆肥。

### 2020年夏季奧林匹克運動會
2020年夏季奧林匹克運動會的划船及部分馬術、輕艇、自行車項目比賽於海之森公園舉辦，屆時園內將興建臨時性的「海之森穿越場」、「海之森山地賽場」和賽事結束後仍保留的「海之森水上競技場」。

## 交通

### 個人
- 自東京臨海副都心，經由第二航路隧道（日语：第二航路トンネル）抵達中央防波堤内側埋立地（日语：中央防波堤内側埋立地）。
- 自城南島，經由臨海隧道（日语：臨海トンネル）抵達中央防波堤外側埋立地（日语：中央防波堤外側埋立地），再轉往中央防波堤内側埋立地（日语：中央防波堤内側埋立地）。
- 自若洲，經由東京門大橋（日语：東京ゲートブリッジ）抵達中央防波堤外側埋立地（日语：中央防波堤外側埋立地），再轉往中央防波堤内側埋立地（日语：中央防波堤内側埋立地）。

### 大眾
- 搭乘都營巴士波01系統，至「中央防波堤」下車。

## 外部連結
- 海の森 Umi-no-Mori(Sea Forest) （日語）